# سكوت إل. فريدمان
سكوت إل. فريدمان (بالإنجليزية: Scott L. Friedman)‏ هو طبيب أمريكي، ولد في 13 يونيو 1955.